# Parallelia propyrrha
Parallelia propyrrha là một loài bướm đêm trong họ Erebidae.